# Грумбинас, Альфонсас
Альфонсас Грумбинас (лит. Alfonsas Grumbinas; 15 августа 1943, Ионава — 17 марта 2018, Вильнюс) — советский литовский регбист, регбийный судья и функционер. В качестве арбитра известен как судья матчей чемпионата СССР, чемпионатов мира и Европы. В качестве функционера работал в FIRA-AER, где занимал должность вице-президента, а также был вице-президентом Федерации регби Литвы. Судья международной категории (1977). 13-кратный обладатель звания лучшего регбийного судьи года в СССР.

## Биография

### Образование и преподавательская карьера
Родился 15 августа 1943 года в Ионаве. Учился в 1950—1960 годах в Ионавской средней школе, в 1960—1965 годах учился в Каунасском политехническом институте. Преподаватель Каунасского политехнического института в 1966—1983 годах. В 1983—1989 годах — помощник директора, с 1991 года — преподаватель Вильнюсского техникума. Позже преподавал в Вильнюсской высшей школе компьютерной техники.

### Регбийный судья
Выступал за команду Каунасского политехнического института «Политехника» в 1964—1965 годах, с 1966 года представлял команду «Стаклес». Четырёхкратный чемпион Литовской ССР, четырёхкратный обладатель Кубка Литовской ССР. К судейству регбийных матчей привлекался с 1966 года, судил матчи финальной стадии чемпионата СССР, в том числе встречу 28 октября между тбилисскими клубами «Динамо» и «Локомотив» (победа «Динамо» 15:11). По итогам розыгрыша финальной части признан одним из лучших судей чемпионата.
С 1969 по 1973 годы отсудил суммарно 32 игры в чемпионатах СССР. С 1974 по 1987 годы бессменно занимал 1-е место в списке лучших регбийных судей СССР. С 1977 по 1996 годы — судья матчей разных дивизионов чемпионатов Европы (с 1991 года — также отборочных матчей чемпионатов мира). Дебютную встречу на уровне сборных провёл 2 октября 1977 года в Агонданже между второй сборной Франции и Чехословакией (победа французов 63:0). Перевёл трижды в 1976, 1984 и 1996 годах международные правила игры в регби на литовский язык.
6 июня 1992 года судил первый матч сборной России против клуба «Барбарианс» (победа россиян 27:23). В 1995 году привлекался к судейству матчей чемпионата России. Согласно интервью газете «Советский спорт», к тому моменту он уже стал судить также матчи по регби-7 и матчи женских регбийных команд; судейством матчей российских клубов занялся в связи с тем, что ему не хватало в Литве практики судейства матчей с сильными командами. 26 октября 1996 года отсудил свой последний матч в рамках чемпионата Европы между Россией и Чехией (победа России 37:14).

### Спортивный чиновник
Был чиновником FIRA-AER (ныне Регби Европы), где занимал следующие должности:
- Заместитель председателя Технической комиссии (1976—1990)[1]
- Член Административного совета (с 1994)[1]
- Член Исполнительного комитета (с 2005)[1]
- Вице-президент (с 2008)[1][9]

С 1989 года занимал пост вице-президента Федерации регби Литвы, в 1988—2003 годах — член Литовского национального олимпийского комитета, в 1999—2003 годах — вице-президент комитета неолимпийских видов спорта Литвы.
Скончался 17 марта 2018 года в Вильнюсе. Похоронен на кладбище Кармелава.

## Достижения

### Игрок
- Чемпион Литовской ССР (1965, 1966, 1968, 1975)[3]
- Обладатель Кубка Литовской ССР (1966, 1968, 1972, 1975)[3]

### Судья
- Регбийный судья года в СССР (с 1974 по 1987 — бессменное лидерство)[1]
- В списке 10 лучших регбийных судей года в СССР (с 1970 по 1989)[1]
- Регбийный судья года в Литовской ССР (с 1965 по 1976)[1]

## Награды
- Медали Международного совета регби (IRB, ныне World Rugby)[1]:
  - Бронзовая (1984)
  - Серебряная (1989)
  - Золотая (1993)
- Медаль Департамента физической культуры и спорта Литвы[нем.] за заслуги перед литовским спортом (1994)[1]
- Олимпийская звезда Литовского национального олимпийского комитета (2004)[1]